# Compleanno

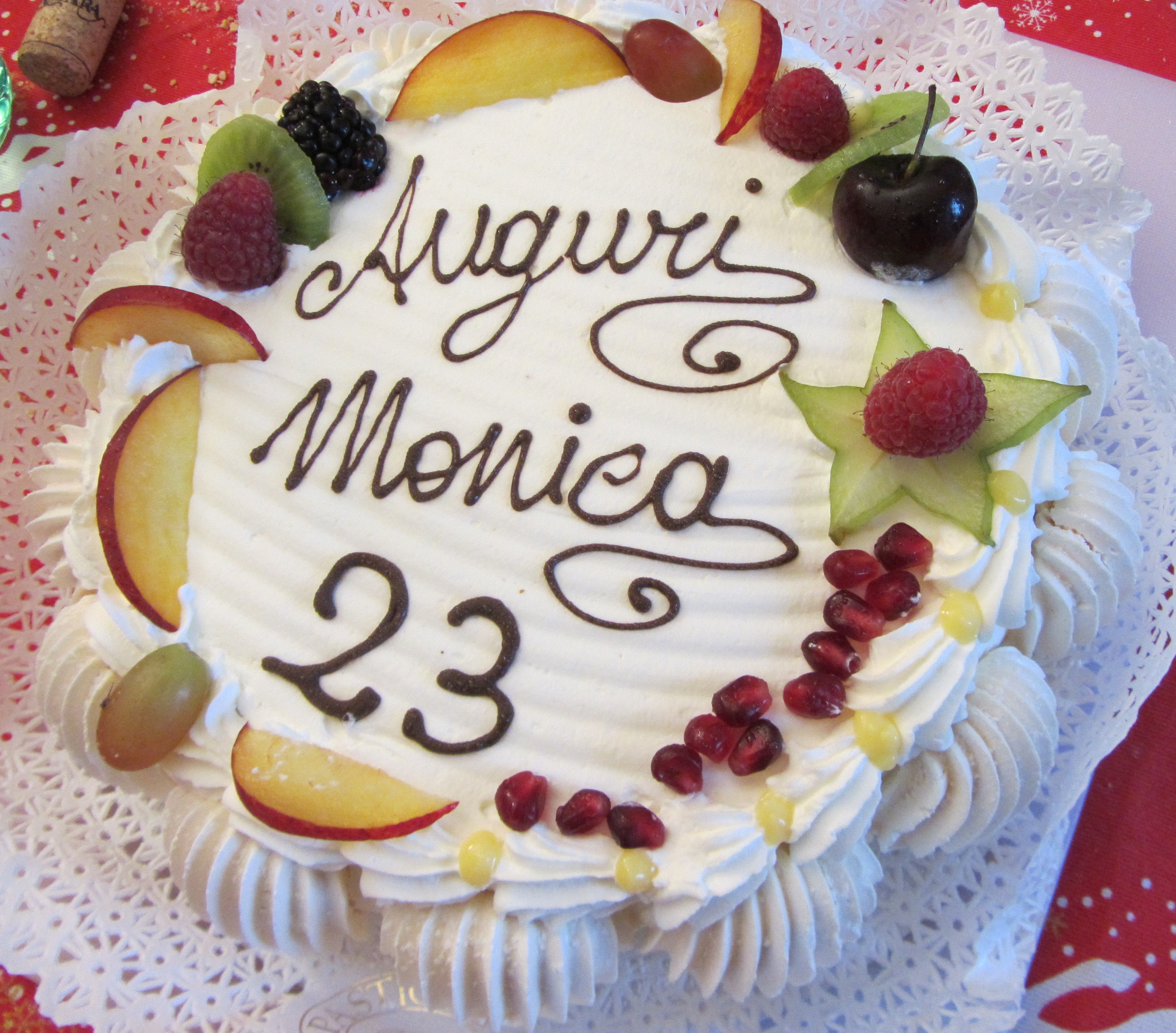
Il simbolo del compleanno: la torta di compleanno

Il compleanno, detto anche meno comunemente genetliaco, è il giorno dell'anno in cui ricorre l'anniversario della nascita di una persona.

## Storia
Il compleanno come lo conosciamo oggi, vide la luce soltanto in epoca moderna, quando nel 1802 lo scrittore tedesco Johann Wolfgang von Goethe volle celebrare degnamente il suo cinquantatreesimo compleanno. Le pratiche delle moderne usanze di compleanno (auguri, torta, candeline, regali e canzoni) si consolidarono negli ambienti aristocratici e nella borghesia del XIX secolo. Prima di allora la festa del compleanno non era particolarmente festeggiata dalle persone comuni, e in alcune tradizioni come quella cristiana medievale, invece che al compleanno si dava grande rilievo all'onomastico, ovvero al santo corrispondente al giorno di nascita. Ai nuovi nati si dava tradizionalmente il nome del santo del giorno ed era questo a essere celebrato con l'onomastico. L'età anagrafica di una persona non godeva di particolare importanza, infatti fino alla rivoluzione francese non esisteva nemmeno l’anagrafe. È stato con l’avvento della società moderna che il festeggiamento del compleanno così come viene inteso oggi è entrato a far parte della cultura e tradizione pressoché globale.
Le prime conoscenze sicure in merito alla tradizione di festeggiare i compleanni risalgono all’antico Egitto, nel quale si festeggiava esclusivamente il compleanno del faraone, che tuttavia corrispondeva non alla sua data di nascita, bensì al giorno della sua incoronazione. Secondo la credenza popolare, infatti, ciò corrispondeva al momento della trasformazione del faraone in divinità, e questa «nascita» era considerata ben più importante di quella biologica. Popoli antichi come i Greci, i Romani e i Persiani festeggiavano esclusivamente in occasione del compleanno di re, divinità e persone nobili. Nel calendario romano si festeggiava il dies natalis (giorno di nascita) degli imperatori, nonché di particolari eventi importanti, come il Natalis Romae (il 21 aprile a commemorare la fondazione dell'Urbe), e anche delle divinità.

## Compleanno nella Bibbia
Nella Bibbia non viene né proibito né comandato ai cristiani di festeggiare i compleanni; riferimenti a essi si trovano soltanto in due passi. Il primo parla del compleanno, o genetliaco, del Faraone, il quale in tali occasioni era solito liberare un prigioniero, e in tale occasione in effetti viene liberato il capo dei coppieri, ma paradossalmente allo stesso tempo viene assassinato il capo dei panettieri (Genesi 40:20-22).
Nel secondo passo invece si menziona il compleanno di Erode Antipa, tetrarca della Galilea. In quell'occasione Salomè, figlia di Erodiade, moglie di Erode, ballò alla festa e piacque tanto a Erode che egli promise con un giuramento che le avrebbe dato qualunque cosa avesse chiesto. La ragazza, su istigazione della madre, espresse il desiderio di ricevere su un piatto la testa di Giovanni Battista. In quel tempo Giovanni era tenuto da Erode in prigione. Erode in realtà si dispiacque della richiesta, ma per mantenersi fedele ai suoi giuramenti e per riguardo verso i commensali fece decapitare Giovanni e ne fece portare alla giovane la testa su un piatto  (Matteo 14:6-10).
I detrattori di questa festa fanno notare che, quando la Bibbia cita i compleanni, cita anche alcune azioni terribili commesse da uomini non credenti, dunque le loro feste di compleanno, raccontate in chiave negativa, indicherebbero che tale festa fosse scoraggiata dagli scrittori biblici. La maggioranza delle moderne confessioni religiose cristiane è tuttavia concorde sul fatto che non si possa trarre chiaramente tale conclusione da nessuno dei passaggi.
I primi cristiani, tuttavia, non erano soliti festeggiare i compleanni. Come afferma un’enciclopedia, i primi cristiani “consideravano la celebrazione della nascita di chiunque un’usanza pagana” (The World Book Encyclopedia). La Bibbia mostra che gli apostoli e altri seguaci di Gesù addestrati direttamente da lui stabilirono un modello di comportamento che tutti i cristiani dovrebbero seguire (2 Tessalonicesi 3:6).
La Bibbia, comunque, condanna la magia, la divinazione, lo spiritismo e comanda anche di non fare “nulla di simile” (Deuteronomio 18:14; Galati 5:19-21). In effetti, una delle ragioni per cui Dio condannò l’antica città di Babilonia era che i suoi abitanti praticavano l’astrologia, che è una forma di divinazione (Isaia 47:11-15).

## Origine delle usanze popolari nelle feste di compleanno

### Torta di compleanno
Secondo la tradizione occidentale la torta di compleanno è un dolce, spesso decorato con delle candele indicanti per forma e/o numero l'età del festeggiato e che spesso riporta anche delle iscrizioni che indicano ciò, che viene servito al festeggiato e agli invitati in occasione dei festeggiamenti.
All'inizio del 1400, le pasticcerie tedesche iniziarono a vendere torte dolci, specificamente commercializzate per le feste di compleanno dei bambini piccoli. Le feste di compleanno erano chiamate Kinderfest e le torte erano chiamate Geburtstagorten. Queste torte erano destinate ai ricchi, ma con la rivoluzione industriale le torte di compleanno si diffusero in Germania.
Nel 1700, i bambini tedeschi venivano accolti il giorno del loro compleanno con una torta che comprendeva candele, più strati di torta, glassa e decorazioni. Per ottenere questa torta si usavano comunemente zuccheri granulari e zucchero di canna. In questo periodo si usavano anche le candele come decorazione della torta. Le candeline totalizzavano gli anni di età del bambino più uno, a rappresentare la speranza di un altro anno in buona salute. In Svizzera, nel 1881, si registra la prima testimonianza di spegnimento di candeline. Le candeline sulle torte di compleanno rappresentavano ciascuna un anno di vita e venivano spente una per una.
In epoca antica, gli Egizi erano soliti rendere omaggio al faraone nel giorno del suo compleanno con ogni sorta di prelibatezze, mentre i Persiani rendevano omaggio al festeggiato con dei dolci. Una delle prime forme di celebrazioni che includevano una sorta di dolce veniva dalla Grecia antica. I Greci offrivano torte rotonde alla dea della luna, Artemide, per onorare il suo compleanno ogni mese. Queste torte erano decorate con candele per farle brillare come la luna.
I tedeschi del Medioevo, come già detto, hanno poi adottato l'usanza di una torta di compleanno con candele durante le celebrazioni Kinderfeste, comunque questa era più un'innovazione culturale locale che una continuità diretta di tradizioni pagane.

### Soffiare sulle candeline / Esprimere un desiderio
Soffiare sulle candeline è pratica comune durante i festeggiamenti secondo la tradizione occidentale. Il soffio sulle candeline è spesso preceduto, secondo consuetudine, da un desiderio espresso dal festeggiato. Le candeline, solitamente colorate, vengono disposte sulla torta in base al numero degli anni compiuti dal festeggiato, oppure si utilizza una particolare candela che ha la forma del numero degli anni.
L'usanza di soffiare sulle candeline in occasione dei compleanni ha origini piuttosto nebulose e si intreccia con diverse tradizioni e credenze culturali. Non vi è una singola origine chiara, ma piuttosto una serie di influenze che hanno contribuito all'attuale pratica.
Come accennato in precedenza, i Greci antichi offrivano torte rotonde alla dea della luna, Artemide, e le candele venivano aggiunte per far brillare il dolce come la luna. Si pensava che il fumo delle candele potesse portare i desideri e le preghiere alla dea. In alcune parti dell'Europa, era comune porre candele sui dolci per respingere il male e portare buona fortuna al festeggiato. Alcuni ritenevano inoltre che il fumo sprigionato dalla fiamma potesse trasportare i desideri fino al cielo,  tanto che ancora oggi per molte persone è consuetudine esprimere un desiderio prima di soffiare sulle candeline.

### Regali
Una delle pratiche comuni del compleanno, secondo l'odierna tradizione occidentale, è quella di offrire doni al festeggiato, spesso confezionati e avvolti da fogli (solitamente carta da regalo) dai colori vivaci o talvolta decorati per l'occasione. Spesso i doni sono accompagnati da un semplice biglietto d'auguri e legati da un semplice nastro colorato tenuto saldamente da un fiocco o da una coccarda colorata.

### Auguri di compleanno / Tanti auguri a te
Gli auguri di compleanno, secondo la tradizione occidentale, sono rivolti al solo festeggiato solitamente per auspicargli salute e sicurezza per il nuovo anno che sta per iniziare e talvolta per proteggerlo dalla cattiva sorte. La melodia cantata solitamente in occasione dei compleanni che si intitola "Happy Birthday to You", fu composta dalle sorelle statunitensi Mildred Janie Hill e Patty Smith Hill nel 1893, quando erano maestre di asilo a Louisville (Kentucky). Inizialmente fu creata come saluto di ingresso all'aula da parte degli alunni, e recitava "Good Morning to All" (Buongiorno a tutti). Non si sa con certezza chi abbia composto le parole attuali in inglese (e in italiano).
Mentre in inglese (ma anche in francese e spagnolo) la canzone di buon compleanno saluta il festeggiato che raggiunge un traguardo (= hai già vissuto 10, 20, ... 99 anni! Evviva!), soltanto nella versione italiana essa si è trasformata in un augurio per il nuovo anno che inizia.
Altre pratiche o abitudini, come l'utilizzo di palloncini colorati, tovaglie, posate, piatti e bicchieri di plastica colorata e stelle filanti, non necessariamente sono legate alla tradizione, poiché hanno il solo scopo di rendere più attraenti e vivaci i festeggiamenti oltre a servire da intrattenimento per gli invitati soprattutto in presenza di bambini.

### Tirata di orecchie
Tirare le orecchie il giorno del compleanno è una tradizione puramente italiana la cui origine non è chiara. Vi sono diverse ipotesi al riguardo tuttavia nessuna pare essere certa e confermata. La prima riguarda una pratica puramente igienica in cui si tiravano le orecchie al festeggiato per controllare se erano state correttamente pulite e se fosse stato rimosso interamente il cerume, al fine di garantire la salute del festeggiato e assicurarsi che sentisse correttamente gli auguri di compleanno. La seconda è un'ipotesi più favolistica: nel rinascimento si raccontava ai bambini che a ogni compleanno avrebbero subito una tirata d'orecchie come punizione per tutte le marachelle commesse durante l'anno. Questa usanza inizialmente formatasi per punire i bambini dispettosi iniziò a prendere piede e venne sempre comune fino a essere usata come metodo per risolvere dispute anche fra adulti. Divenne talmente diffusa che poco alla volta ci si dimenticò il suo originale scopo e rimase solo il gesto.

## Il compleanno nelle varie culture e religioni

### Antica Roma
I Romani festeggiavano il "dies natalis" (giorno di nascita) di imperatori, divinità e di particolari eventi importanti, come ad esempio il "Natalis Romae" che si celebrava ogni anno il 21 aprile. Era usanza comune quella di celebrare tale ricorrenza con vivo entusiasmo e regali molto generosi.

### Cina
Solo in epoca recente, con l'apertura verso il mondo occidentale, il compleanno viene considerato dai cinesi parte della loro cultura tradizionale. Parte della popolazione cinese, non è del tutto sicura della propria data di nascita poiché essa è basata sul calendario lunare (tuttora in uso presso la popolazione) che cambia continuamente anno dopo anno, quindi per questo motivo, risulta necessario convertire il compleanno dal calendario lunare a quello gregoriano. Il concetto di compleanno tra l'altro, si basa su un semplice gioco di parole; difatti, secondo l'omofonia tra 酒 (vino di riso) e 久 (che significa "lunghezza" inteso in termini di tempo), durante la celebrazione, al festeggiato vengono portati in dono una bottiglia di vino di osmanto, un distillato aromatizzato con fiori di osmanto, o in alternativa una bottiglia di Sakè. Nonostante lo stile occidentale delle torte di compleanno sia sempre più diffuso tra i cinesi, l'Yi mein (o Changshoumian, che in cinese si traduce verosimilmente "pasta di lunga vita"), simile per la forma allungata a spaghetti, è tra gli alimenti tradizionali consumati durante le feste di compleanno, poiché, secondo tradizione, la lunghezza di ogni singolo spaghetto (oltre i due metri) augura lunga vita al festeggiato.

### Ebraismo
Nell'ebraismo, i rabbini sono relativamente divisi se celebrare questa usanza, sebbene sia accettata dalla maggioranza dei fedeli. Nella Torah ebraica l'unica menzione che si fa del compleanno è riferita alla celebrazione del compleanno del Faraone in Egitto, come riportato in Genesi (Parashat Vaieshev) 40:20.

### Cristianesimo
Nei primi secoli dopo Cristo: Nel periodo storico in cui visse Gesù, i compleanni non erano celebrati nel modo in cui lo sono oggi, in particolare nella società ebraica. Gli ebrei dell'epoca in genere non commemoravano i compleanni come eventi significativi; questa era una pratica più comune nelle culture ellenistiche e romane.
Nei secoli successivi, Origene uno dei primi Padri della Chiesa cristiana e teologo del III secolo, nel suo commentario "In Levit", esprime la convinzione che celebrare il giorno della propria nascita fosse una pratica non cristiana. Tuttavia, va notato che le opinioni di Origene non necessariamente riflettono la prassi o le credenze di tutti i cristiani dell'epoca. Le sue idee sulla celebrazione dei compleanni erano influenzate dalla sua teologia e interpretazione delle Scritture e dalla tendenza ascetica presente in alcune correnti del cristianesimo primitivo. Con il passare del tempo e l'evoluzione delle pratiche culturali, la celebrazione dei compleanni è diventata comune tra i cristiani di diverse confessioni.
In epoca medievale: Tra le persone del popolo si celebrava soltanto il proprio onomastico.
In epoca moderna: La Chiesa cattolica, la Chiesa ortodossa e il protestantesimo, ovverosia i tre rami principali del cristianesimo, così come la quasi totalità delle confessioni religiose cristiane, reputano festeggiare i compleanni accettabile o al più una scelta dell'individuo. Fanno eccezione i Testimoni di Geova, che non li celebrano per diversi motivi: nella loro interpretazione questa festa ha origini pagane, non era festeggiata dai primi cristiani, viene esposta negativamente nelle Sacre Scritture e ha usanze legate alla superstizione e alla magia.

### Islam
Il compleanno non rispecchia la tradizione islamica, e a motivo di ciò la maggioranza degli islamici si astiene dal celebrarlo, mentre per alcuni non costituisce un problema, a patto che non sia accompagnato da comportamenti contrari alla tradizione islamica. Buona parte dei musulmani (e dei cristiani arabi) emigrati negli Stati Uniti e in Europa celebrano il compleanno come consuetudine, soprattutto per i bambini, mentre alcuni si astengono. Vi sono anche molte polemiche per quanto riguarda la liceità del celebrare il Mawlid, ovvero l'anniversario della nascita di Maometto, poiché alcuni musulmani giudicano l'usanza come pratica inaccettabile secondo la tradizione islamica.

### Buddhismo
Molti monasteri celebrano il Vesak, ovvero l'anniversario della nascita, l'illuminazione e la morte di Buddha, solitamente con rito altamente formale. Per l'occasione, la statua di Buddha viene lavata e nutrita, poiché considerata "viva" dai fedeli.

### Sikhismo
I Sikh celebrano l'anniversario della nascita del Guru Nanak. Sebbene il Guru Nanak sia nato il 15 aprile 1469, in Pakistan, il suo compleanno si celebra durante il Kartik Purnima, ovvero il giorno di luna piena nel mese di Kartik, che di solito cade nel mese di novembre.

### Corea del Nord
In Corea del Nord non si festeggiano compleanni l'8 luglio e il 17 dicembre, poiché le date corrispondono agli anniversari delle scomparse dei capi di stato Kim II-sung e Kim Jong-il. Più di 100.000 nord-coreani sono nati in questi giorni e festeggiano il proprio compleanno il giorno successivo, ovvero il 9 luglio e il 18 dicembre. Ogni cittadino nord-coreano nato l'8 luglio, prima del 1994, ha la possibilità di cambiare in maniera ufficiale. la propria data di nascita sui documenti d'identità.

## Tradizioni occidentali
Nelle nazioni anglofone è tipico cantare Happy Birthday to You, in italiano Tanti auguri a te (per i bambini, ma anche per gli adulti) oppure Perché è un bravo ragazzo (soprattutto tra adulti).
Nelle regioni dell'Italia settentrionale è usanza che chi è invitato si paga la cena e offra anche il regalo. Nell'Italia meridionale, invece, chi invita offre la cena, anche con abbondanza di portate, seguendo la regola generale del galateo.

### Canzoni italiane
Le canzoni recitano:
(versione italiana di "For He's a Jolly Good Fellow")

## Compleanni speciali
Alcuni compleanni speciali sono:
- Il raggiungimento di un'età particolare, per esempio il compiere 1, 5, 10, 14, 18, 20, 25, 30, 40, 50, 60, 70, 80, 90 o 100 anni:
  - Il compleanno in cui una persona diventa maggiorenne, ossia acquista la capacità di agire giuridicamente;
  - La quinceañera nei paesi ispanici, giorno in cui una ragazza compie quindici anni;
- Ogni 19 compleanni si ha la stessa fase lunare del giorno nativo;
- Ogni 8 compleanni Venere e Marte (e ogni 12 anni Giove) sono nella stessa costellazione nativa;
- Il compleanno d'oro, quando l'età raggiunta coincide con il giorno del mese in cui la persona è nata (per esempio, 30 anni per chi è nato il 30 maggio).[26].

Vi sono alcune festività che ufficialmente ricordano compleanni storici, per esempio quelli di Gesù (25 dicembre) e Maometto (20 aprile).